# Illecito
Illecito (o illegale), nel diritto, indica un comportamento umano contrario all'ordinamento giuridico, in quanto costituisce violazione di un dovere o di un obbligo posto da una norma giuridica (detta primaria), al quale un'altra norma (detta secondaria) ricollega una sanzione.
Il comportamento che costituisce l'illecito può essere commissivo (ossia un'azione), quando viola un obbligo o dovere negativo (di non fare), oppure omissivo (ossia un'omissione), quando invece viola un obbligo o dovere positivo (di fare o di dare). Il contrasto tra il comportamento e la norma primaria prende il nome di antigiuridicità.

## Evoluzione storica del concetto
Secondo Marco Tullio Cicerone: "Licere id dicimus quod legibus, quod more maiorum institutisque conceditur. Neque enim quod quisque potest, id ei licet" ("È lecito ciò che è consentito dalle leggi e dai costumi degli antenati. Non tutto ciò che si può fare è lecito"). Questa definizione dimostra che anche nelle antiche civiltà era ben chiara la distinzione tra lecito e non lecito. Del resto il Codice di Hammurabi, una fra le più antiche raccolte di leggi conosciute, è essenzialmente quello che in termini moderni si direbbe un codice penale. Tale codice mostra come sia emersa ben presto nella storia della civiltà l'esigenza di disciplinare la reazione contro gli illeciti, sottraendola all'iniziativa privata dei danneggiati (la vendetta) e demandandola a un'autorità, ma anche di limitare, con la predeterminazione in sede legislativa, il potere dell'autorità di decidere se e in che misura applicare la sanzione.
Nelle civiltà più antiche l'illecito, in quanto violazione di una norma giuridica, non è ancora ben distinto dalle violazioni delle regole appartenenti ad altri sistemi normativi (religioso, morale ecc.), commistione che è tuttora presente nei diritti di matrice religiosa (si pensi alla Sharia islamica).
Un'altra distinzione che emerge solo in un secondo tempo è quella tra illeciti civili e penali; infatti, inizialmente il reato era visto più come un'offesa privata che come un'offesa alla collettività; in quest'ottica, non c'era una netta differenza tra reato e illecito civile, come negli ordinamenti attuali, ed era la stessa persona offesa dal reato (o il suo gruppo familiare) ad assumere il ruolo di punitore o, bandita la vendetta, quello di accusatore. Nella stessa civiltà romana la distinzione tra illecito civile (delictus) e illecito penale (crimen) si afferma solo in epoca repubblicana e non è così netta (si pensi al furto, delictus sanzionato con l'obbligo di pagare un multiplo del valore della cosa rubata - secondo i casi il doppio, il triplo o il quadruplo - sanzione questa che unisce funzione risarcitoria e afflittiva).
Mentre negli ordinamenti più antichi la responsabilità era oggettiva, con l'evoluzione della civiltà si tende sempre più a collegare la responsabilità alla volontarietà del comportamento (responsabilità colpevole, collegata alla colpa o al dolo). Peraltro negli ordinamenti attuali la responsabilità oggettiva, se tende ad essere superata in ambito penale, ha ancora un ruolo non trascurabile in campo civile, dove, tuttavia, non è tanto espressione di arretratezza quanto, piuttosto, della precisa scelta del legislatore di allocare le conseguenze negative di certe attività sulla base del rischio e non della colpa. Si aggiunga che negli ordinamenti non statali la responsabilità oggettiva può tuttora avere un ruolo molto rilevante: basti pensare all'ordinamento sportivo.

## Tipologie
Gli ordinamenti giuridici possono avere varie categorie d'illecito, in relazione alla norma violata, al tipo di sanzione che ne consegue o alle modalità per la sua irrogazione. Due categorie che si ritrovano nella generalità degli ordinamenti statali sono quelle degli illeciti civili e penali.
L'illecito civile, che può essere contrattuale o extracontrattuale, consiste nella violazione di una norma posta a tutela di un interesse privato alla quale consegue una sanzione risarcitoria, cioè finalizzata a reintegrare il danno subito dal soggetto portatore dell'interesse tutelato, irrogata dal giudice nell'ambito della giurisdizione civile.
L'illecito penale o reato consiste, invece, nella violazione di una norma posta a tutela dell'interesse pubblico, in quanto attinente all'ordine etico-politico-sociale dello Stato, alla quale consegue una sanzione punitiva, la pena, finalizzata all'afflizione del trasgressore, irrogata dal giudice nell'ambito della giurisdizione penale.
In certi ordinamenti le violazioni di minore gravità delle norme poste a tutela dell'interesse pubblico sono sanzionate da un organo della pubblica amministrazione, anziché dal giudice: è il caso degli illeciti amministrativi dell'ordinamento italiano, oggetto di una disciplina generale modellata su quella dei reati (cosiddetto "modello parapenalistico") contenuta nella legge 24 novembre 1981, n. 689.
Ovviamente il concetto di illecito non è limitato agli ordinamenti giudici statali: così si parla, ad esempio, di illecito sportivo, in relazione all'ordinamento sportivo, o di illecito internazionale, in relazione all'ordinamento internazionale.

## Distinzione tra fatti e atti illeciti
L'illecito è un fatto giuridico in quanto una norma giuridica ricollega a esso, quale conseguenza, il sorgere di una situazione giuridica soggettiva, la responsabilità, ossia il dovere di sottostare alla sanzione prevista; si può, quindi, parlare di fatto illecito.
Negli ordinamenti giuridici, di solito, affinché sorga la responsabilità è necessario che il comportamento sia volontario, sicché l'illecito viene a configurarsi più precisamente come atto giuridico (e, in particolare, mero atto); si può, quindi, parlare di atto illecito. Tuttavia non mancano anche negli ordinamenti attuali casi di responsabilità oggettiva, in cui, cioè, le conseguenze si verificano a prescindere dalla volontarietà del comportamento; in questi casi l'illecito non si configura come atto giuridico, ma come mero fatto.
Va tenuto presente che in certi ordinamenti i termini fatto illecito (così in Italia) e atto illecito (così in Germania e Svizzera) vengono utilizzati anche con un significato più ristretto, per indicare una particolare specie d'illecito, quello civile extracontrattuale.